# Valeri Likhatxov
Valeri Nikolàievitx Likhatxov (en rus: Валерий Николаевич Лихачëв; Novoixeixminsk, Tatarstan, Rússia, 5 de desembre de 1947) és un ciclista rus. Va formar part de l'equip soviètic que va guanyar la medalla d'or dels 100 km contrarellotge per equips del Campionat del món de 1970 i dels Jocs Olímpics de 1972. En aquests mateixos Jocs va prendre part en la cursa en ruta individual, acabant en 34a posició.
El 1972 també guanyà la Volta al Marroc i el Tour de Namur. En la Cursa de la Pau guanyà nombroses etapes, acabant tercer en la general de 1973.

## Palmarès
- 1970
  -  Campió del món dels 100 km contrarellotge per equips en ruta, amb Valeri Iardi, Borís Xúkhov i Vladímir Sokolov
- 1972
  -  Medalla d'or dels 100 km contrarellotge per equips en ruta als Jocs Olímpics de Múnic, amb Valeri Iardi, Borís Xúkhov i Guennadi Kómnatov
  - Campió de l'URSS dels 100 km contrarellotge per equips en ruta, amb Valeri Iardi, Guennadi Kómnatov i Iuri Mikhailov
  - Campió als Jocs de la Joventut Soviètica en la contrarellotge per equips, amb Iuri Mikhailov, Ivan Trifonov i Trumteller
  - 1r a la Volta al Marroc i vencedor de 3 etapes
  - 1r al Tour de Namur i vencedor de 2 etapes
- 1973
  - Campió de l'URSS en ruta, especialitat "Critèrium"
  - 1r a la Volta a Crimea i vencedor de 2 etapes
  - Vencedor de 6 etapes a la Cursa de la Pau
  - Vencedor de 3 etapes a la Volta a Algèria
  - Vencedor d'una etapa al Gran Premi Tell
  - Vencedor d'una etapa a la Volta a Suècia
- 1974
  - Vencedor d'una etapa a la Cursa de la Pau
  - Vencedor d'una etapa al Circuit de La Sarthe
- 1975
  - 1r a la Dynamo-Cup
  - Vencedor de 4 etapes a la Volta a Àustria
  - Vencedor de 3 etapes a la Cursa de la Pau
  - Vencedor d'una etapa de la Berlín-Karl-Marx Stadt
  - Vencedor d'una etapa de la Volta a Iugoslàvia
- 1976
  - 1r al Trofeu Papa Cervi
  - Vencedor de 3 etapes al Giro de les Regions